# Henderson-sziget
Nagy-Britannia külbirtoka, a Csendes-óceán déli részén fekvő Pitcairn-szigetekhez  tartozó Henderson-sziget tulajdonképpen egy atoll, amelynek korallmészköve a felszínre emelkedés után elkarsztosodott. 1606-ban fedezte fel Pedro Fernández de Quiros spanyol tengerész. Bár a sziget ma lakatlan, a régészeti feltárások bebizonyították, hogy élt itt egy kis polinéz kolónia, amely a 11. század és a 14. század között ismeretlen okból eltűnt.
A 37 km² területű egzotikus szigeten több endemikus növény- és állatfaj él. Csak itt található a Henderson-szigeti vízicsibe, a Henderson-szigeti gyümölcsgalamb és a Henderson-szigeti nádiposzáta. Különleges lakója a pálmatolvaj. Ezt a rákot más szigeteken üldözik, de itt zavartalanul él. A Henderson-sziget másik jelentős értéke az érintetlen foszfát-lelőhely. A szigetet az azt körülvevő szirtek, a meredek sziklák és a sűrű növényzet megvédte a betolakodóktól. Ezért úgy került fel a világörökség listájára, hogy soha nem volt szükség külön védetté nyilvánítására. 2017-ben a brit Guardian napilap számolt be ez ember okozta környezetszennyezés nyomán a szigetet ellepő műanyaghulladék drasztikus mennyiségéről.

## Külső hivatkozások
- A Henderson-sziget honlapja (angol)
- A Henderson-sziget